# CVM Tomis Constanța
Le CVM Tomis Constanța est un club roumain de volley-ball, fondé en 1996 et basé à Constanța, évoluant pour la saison 2007-2008 en Divizia A1 (plus haut niveau national).

## Historique
- 1996 : fondation du club sous le nom de CSS 1 Media Navodari et participation à la Divizia A2
- 1998 : accession à la Divizia A1
- 2002 : le club est renommé en Volei Club Municipal Constanța
- 2005 : le club est renommé en Club Volei Municipal Tomis Constanța

## Palmarès
- Championnat de Roumanie (4)
  - Vainqueur : 2007, 2008, 2009, 2013
  - Finaliste : 2005, 2006, 2010, 2012
- Coupe de Roumanie (it) (4)
  - Vainqueur : 2005, 2006, 2007,2009
  - Finaliste : 2000

## Entraîneurs
- 2006-2009 :  Sergiu-Alin Ilies

## Saison 2013-2014
| No                                    | Nom                                   | Date de naissance                     | Taille                       | Poids                        | Poste                        |
| ------------------------------------- | ------------------------------------- | ------------------------------------- | ---------------------------- | ---------------------------- | ---------------------------- |
| 1                                     | Reda Haikal                           | 7 novembre 1990                       | 200                          | 90                           | Attaquant                    |
| 2                                     | Radu Began                            | 21 décembre 1976                      | 203                          | 97                           | Central                      |
| 4                                     | Robert Vologa                         | 11 juin 1996                          | 200                          | 84                           | Central                      |
| 5                                     | Sergiu Stancu                         | 4 août 1982                           | 204                          | 96                           | Central                      |
| 6                                     | Andrej Zhekov                         | 12 mars 1980                          | 190                          | 82                           | Passeur                      |
| 7                                     | Răzvan Tănăsescu                      | 4 juin 1979                           | 185                          | 85                           | Libero                       |
| 8                                     | Dragoş Pavel                          | 8 février 1985                        | 191                          | 85                           | Réceptionneur-attaquant      |
| 10                                    | João Carlos Massinatori               | 5 septembre 1980                      | 201                          | 98                           | Central                      |
| 11                                    | Andrei Spînu                          | 24 janvier 1987                       | 210                          | 97                           | Central                      |
| 12                                    | Martin Němec                          | 31 juillet 1984                       | 200                          | 91                           | Attaquant                    |
| 13                                    | Andrei Stoian                         | 11 décembre 1983                      | 196                          | 89                           | Passeur                      |
| 14                                    | Mihai Tarţa                           | 24 mars 1995                          | 199                          | 70                           | Attaquant                    |
| 15                                    | Adrian Aciobăniţei                    | 24 août 1997                          | 190                          | 78                           | Réceptionneur-attaquant      |
| 16                                    | Dmitrii Bahov                         | 23 octobre 1990                       | 196                          | 80                           | Réceptionneur-attaquant      |
| 17                                    | Vladislav Ivanov                      | 14 mars 1987                          | 188                          | 80                           | Libero                       |
| 18                                    | Israel Rodríguez Calderón             | 27 août 1981                          | 194                          | 85                           | Réceptionneur-attaquant      |
|                                       |                                       |                                       |                              |                              |                              |
| Encadrement technique                 | Encadrement technique                 |                                       | Légende                      | Légende                      | Légende                      |
| Entraîneur : Martin Stoev             | Entraîneur : Martin Stoev             | Entraîneur : Martin Stoev             | : Capitaine                  | : Capitaine                  | : Capitaine                  |
| Entraîneur(s) adjoint(s) : Radu Began | Entraîneur(s) adjoint(s) : Radu Began | Entraîneur(s) adjoint(s) : Radu Began | : Joueur blessé actuellement | : Joueur blessé actuellement | : Joueur blessé actuellement |

| Équipe type : CVM Tomis Constanța                                                                         |
| \| Zhekov · # 6 Pavel · # 8 Stancu · # 5 Němec · # 12 Calderón · # 18 Massinatori · # 10 Ivanov · # 17 \| |
| Zhekov · # 6 Pavel · # 8 Stancu · # 5 Němec · # 12 Calderón · # 18 Massinatori · # 10 Ivanov · # 17       |

| Zhekov · # 6 Pavel · # 8 Stancu · # 5 Němec · # 12 Calderón · # 18 Massinatori · # 10 Ivanov · # 17 |